# Red Force
Red Force es un gigacoaster launched ubicado en el parque temático Ferrari Land. Se localiza en Salou, Tarragona, en España. Está construida por Intamin Amusement Rides y recrea la sensación de salida de un Fórmula 1. Fue inaugurada el 6 de abril de 2017 junto con el parque.
Está inspirada en las montañas rusas Kingda Ka y Top Thrill Dragster. Lleva incorporados tres escudos de Ferrari de 12×9 m y de 9 toneladas de peso. Es la montaña rusa más alta del mundo y la cuarta más rápida. Consta de una subida y una bajada vertical y de aceleradores magnéticos que impulsan el tren hasta 112 metros de altura a una velocidad de 180 km/h en tan solo 5 segundos. 
La estación de Red Force está inspirada en una pit stop. Durante sus 880 metros de recorrido se encuentran unas gradas simulando un circuito de Fórmula 1 que están pensadas para sentarse y ver toda la acción de Red Force. Al acelerar, la fricción de las ruedas con las vías crea una sensación de un auténtico Ferrari. Se ha coronado como la más alta y rápida de Europa, superando a Shambhala.

## Atracción
El tren se dirige poco a poco a la zona de lanzamiento (sin detenerse en ningún momento antes del lanzamiento). Una vez que llega aquí, se acopla al sistema de lanzamiento por imanes, éste lo hará acelerar de 0 a 180 km/h en 5 segundos. Al final de la pista de lanzamiento, el tren sube por una cuesta de 112 metros de altura. El tren luego desciende 112 metros con un pequeño giro a la izquierda. Por último, el tren recorre la segunda colina de 12 metros, produciendo así un momento de ingravidez antes de ser frenado por los frenos magnéticos. El viaje dura 24 segundos desde el lanzamiento hasta que llega a esta zona

## Rollbacks
A veces, es posible que un tren no logre alcanzar la cima de la torre y descienda. Si esto llega a pasar, Red Force frenará con los imanes que aceleraron el tren al comienzo. Los rollbacks son más comunes en un día ventoso, o justo después de haber llovido. Sin embargo, lejos de ser un problema, el hecho es que muchos fanáticos de las montañas rusas esperan con ansias que esto le ocurra a ellos, y es por eso que eligen momentos de inestabilidad climática para probar suerte y montarse en la atracción.

## Lanzamiento
Es difícil saber exactamente cuando se va a producir un lanzamiento de Red Force. Cuando la señal de lanzamiento se da, el tren retrocede ligeramente hasta anclarse al sistema propulsor, 8 segundos después se produce el lanzamiento. Debido al diseño doble de la atracción, la montaña rusa es capaz de realizar uno cada 45 segundos, lo que hace que su capacidad sea de 1200 personas por hora.

## Récords
- Montaña rusa con lanzamiento LSM más rápida del mundo (180 km/h)[cita requerida]
- Montaña rusa giga más alta del mundo (112 m)
- Montaña rusa más rápida de Europa (180 km/h)[1]
- Montaña rusa más rápida del mundo (desde noviembre del 2024).